# Oskar Grünwald
Oskar Grünwald (* 6. Juli 1937 in Wien) ist ein österreichischer Manager. Er war hauptsächlich in der Verstaatlichten Industrie tätig.

## Leben
Oskar Grünwald wurde als Sohn des jüdischen Wilhelm Grünwald und dessen „arischer“ Frau Aloisia Pfitzner, in der Diktion des NS-Diktatur eine „Mischehe“, geboren. Nach dem Tod des Vaters gelang es der Mutter – als einen der seltenen Fälle – ihren als sogenannten „Geltungsjuden“ kategorisierten Sohn Oskar zu einem „Mischling“ umstufen zu lassen.
Grünwald studierte an der Hochschule für Welthandel in Wien und erwarb dort die Titel Diplomkaufmann und das Doktorat. Der engagierte Sozialdemokrat wurde Mitarbeiter von Eduard März in der wirtschaftswissenschaftlichen Abteilung der Arbeiterkammer Wien, wo er gemeinsam mit Ferdinand Lacina unter anderem eine große Studie über das Thema Das Auslandskapital in der österreichischen Wirtschaft (Europaverlag, Wien 1970) verfasste. Nach etwa 10-jähriger Tätigkeit in der AK wechselte Grünwald für den Rest seiner beruflichen Laufbahn hauptberuflich in die ÖIAG, als deren Vorstandsvorsitzender er von 1978 bis 1986 tätig war. Anders als sein Vorgänger Franz Geist, der für die Verstaatlichten-Holding – vergeblich – ein Weisungsrecht gegenüber den einzelnen verstaatlichten Unternehmen forderte, versuchte Grünwald, mit der beschränkten gesetzlichen Rolle der ÖIAG auszukommen. In der großen Krise der Verstaatlichten Industrie von 1985 bis 1986 (Intertrading-Skandal, Bayou-Debakel der VÖEST etc.) unterstützte Grünwald die Reformlinie von Minister Lacina. Grünwald war auch nach der Übergabe des ÖIAG-Vorsitzes an Hugo Michael Sekyra in führenden wirtschaftlichen Funktionen tätig, etwa 18 Jahre als Vorsitzender des Aufsichtsrates der OMV. Er fungierte auch als Honorarprofessor für Industriepolitik an der Technischen Universität Wien.